# Койчовци
Койчовци е село в Северна България, в община Трявна, област Габрово.

## География
Село Койчовци се намира в планински район на 3 км от град Трявна. Разположено е в землището на град Трявна.